# 볼리바르의 별장

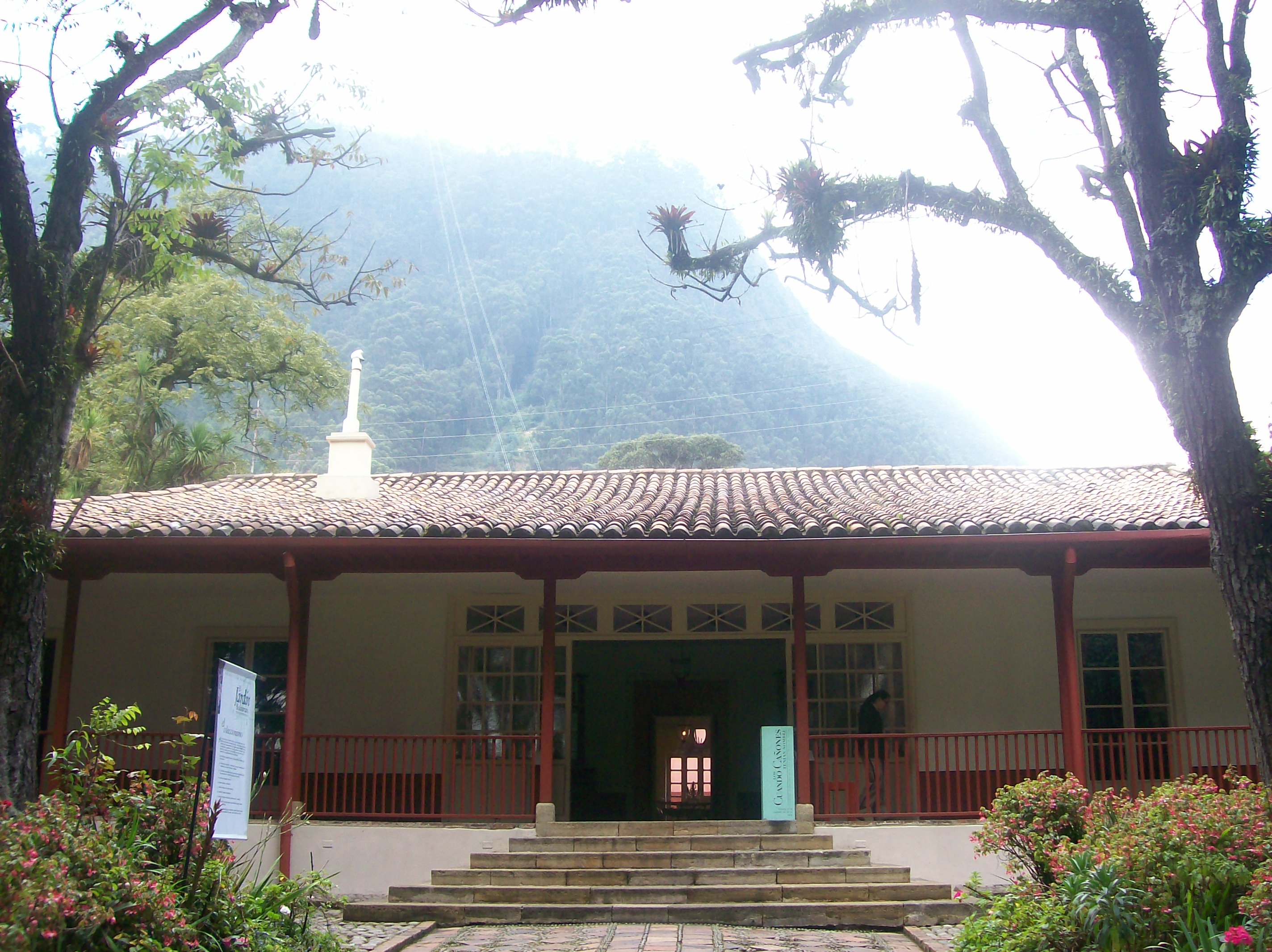

볼리바르의 별장(Quinta de Bolívar) 또는 볼리바르의 집은 콜롬비아 보고타의 식민지 시대의 집이다. 독립 전쟁 이후 수도에서 시몬 볼리바르가 머물던 자신의 집이다. 현재 볼리바르의 생애와 시기를 기리기 위한 박물관으로 사용되고 있다.
산 프란시스코 교회에서 북동쪽으로 조금 떨어진 곳에 있는 백악의 저택으로 볼리바르가 별장으로 사용하였다. 현재는 그가 쓰던 가구 등을 그대로 전시하고 있다. 볼리바르가 살던 저택은 현재 대통령관저로 쓰이고 있으며, 국회의사당 남쪽에 위치하고 있다.

## 같이 보기
- 시몬 볼리바르의 생가